# Phu Yen (provincie)
Phu Yen (vietnamsky Phú Yên) je provincie na jihu Vietnamu. Žije zde přes 800 tisíc obyvatel, hlavní město je Tuy Hoa.

## Geografie
Provincie leží v jižní části Vietnamu. Protéká jí řeka Da Rang, kolem níž je soustředěna většina obyvatelstva. Sousedí s provinciemi Binh Dinh, Gia Lai, Dak Lak a Khanh Hoa.